# 新四军苏浙军区旧址
新四军苏浙军区旧址位于浙江省湖州市长兴县槐坎乡温塘村，有“江南小延安”之称。1945年2月5日，苏浙军区成立大会在旧址前的大操场上召开。1961年，列入浙江省文物保护单位。1984年，粟裕逝世后将部分骨灰安放于旧址前西侧。1985年，在原址上正式建立苏浙军区纪念馆。2001年，列入第五批全国重点文物保护单位。

## 组织序列
- 司令员粟裕
- 政委谭震林
- 副司令员叶飞
- 苏浙军区第一纵队：第十六旅改编。司令员王必成，政治委员江渭清，参谋长陈铁君，政治部主任刘文学。该旅长期坚持太湖以西的苏浙边地区。辖第一支队（支队长刘别生、政委罗维道）、第二、第三支队和独立第二团。
- 苏浙军区第二纵队：浙东游击纵队改编。司令员何克希，政治委员谭启龙，副司令员张翼翔，参谋长刘亨云，政治部主任张文碧。辖第三、第四、第五支队和淞沪支队、金萧支队。
  - 第三、第四、第五支队编为第一旅，张翼翔兼旅长。
  - 7月11日，国民党挺进第五纵队起义，改编为第二纵队第二旅，纵队副司令员兼旅长张俊升[2]，旅政治委员王仲良。旅政治部主任朱人俊。
- 苏浙军区第三纵队：南下的第三旅改编。司令员陶勇，政治委员阮英平，参谋长梅嘉生，政治部主任彭德清。辖第七、第八、第九支队。
- 苏浙军区第四纵队：南下的教导旅改编。司令员廖政国，政治委员韦一平，参谋长夏光，政治部主任曾如清。辖第十、第十一、第十二支队。
- 苏浙军区第一军分区：司令员熊兆仁（后钟国楚），政治委员陈光。辖独立第一、第三团，江宁、句容、茅山、横山、溧阳、溧高、宣当7个县总队。
- 苏浙军区第二军分区：政治委员陈立平（后张彦），副司令员杨洪才。辖独立第二团，太湖、金坛、宜溧、武宜、广德、郎溪、长兴7个县总队。
- 苏浙军区第三军分区：司令员贺敏学，政治委员周林。辖特务团和安吉支队。

## 历史
1944年12月，新四军第一师师长粟裕率第一师主力从苏中南下到达浙西长兴县槐坎地区。1945年1月13日，新四军军部转发中央军委命令：成立新四军苏浙军区，军区司令员粟裕、政委谭震林（未到职）、参谋长刘先胜，政治部主任钟期光，统一指挥苏南与浙东部队。2月5日，新四军苏浙军区在长兴县温塘村正式成立，立即提出了“学习大兵团作战”的口号，各支队开展了山地运动战的战术、技术训练；军区组织团以上干部学习毛泽东著作《中国革命战争的战略问题》，粟裕亲自讲解中央苏区反围剿战例，强调作战中要贯彻集中兵力打歼灭战的原则，各部队必须坚决执行命令，密切协同配合，强调部队要克服本位主义、山头主义、狭隘地方观念，发扬顾全大局、服从统一指挥的优良战斗作风，为部队由分散到集中、由游击战到运动战的转变做好准备。4月，叶飞率部南下编入苏浙军区。
由于浙西地区第三战区部队众多，新四军人数少装备差，华中提出“调动国顽，逐渐推进”的方针。国军三次进袭苏浙军区，史称天目山三次反顽战斗。
1945年8月上旬起，苏浙军区展开对日军的大反攻，在浙西和苏南，共解放县城10座，拔除日伪据点100余处，使北起京沪铁路，南至安吉、孝丰，东起太湖，西迄宣（城）芜（湖）公路的广大地区连成一片，苏浙皖解放区人口达到370余万。苏浙军区主力及地方武装已发展到近5万人。
1945年9月下旬，苏浙军区各纵队开始分批北撤，10月下旬至11月中旬在苏北解放区进行了整编。